# Hilda Schärf
Hilda Schärf (* 22. April 1886 in Unterrohr; † 21. Juni 1956 in Wien; geborene Hammer) war die Gattin des österreichischen Politikers und Bundespräsidenten Adolf Schärf (1890–1965).

## Leben
Hilda Hammer war ab 1904 in Wien bei der Post angestellt. Während eines Besuchs ihrer Familie lernte sie im Sommer 1910 den vier Jahre jüngeren Jurastudenten Adolf Schärf kennen. Beide heirateten am 2. Oktober 1915 im Wiener Rathaus. Aus der Ehe gingen zwei Kinder hervor: Sohn Reinhold und Tochter Martha Kyrle, langjährige Präsidentin und Protektorin des österreichischen UNICEF-Komitees.
Wie ihr Mann, war Hilda Schärf politisch in der Sozialdemokratie beheimatet. Nach Ende des Zweiten Weltkriegs wurde sie 1947 erste Vorsitzende der Wiener Landesorganisation Volkshilfe Wien.  
Bestattet ist sie an der Seite ihres Ehemannes in der Präsidentengruft auf dem Wiener Zentralfriedhof. Ein 1958 eröffnetes Heim für betreutes Wohnen in Klagenfurt trug ihren Namen; es wurde am 7. Juli 2006 geschlossen.